# The Second Coming

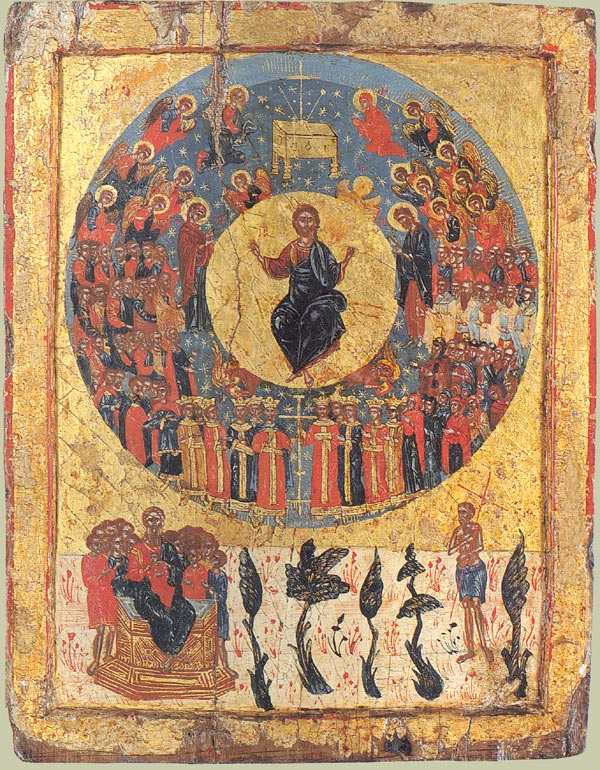
Ícone Russo representando o Segundo Advento

"The Second Coming" (que pode ser traduzido em português por "O Segundo Advento") é um poema do escritor anglo-irlandês William Butler Yeats de 1919, originalmente publicado em novembro de 1920 na revista americana The Dial e, posteriormente, na coletânea Michael Robartes and the Dancer, de 1921.
O poema apresenta uma temática de angústia e testemunho de decadência aparente, utilizando imagens do Apocalipse e sobre a Parusia como uma alegoria para descrever a atmosfera na Europa, no final da Primeira Guerra Mundial.

## Poema (texto original em inglês)
Turning and turning in the widening gyre

The falcon cannot hear the falconer;

Things fall apart; the centre cannot hold;

Mere anarchy is loosed upon the world,

The blood-dimmed tide is loosed, and everywhere

The ceremony of innocence is drowned;

The best lack all conviction, while the worst

Are full of passionate intensity.

Surely some revelation is at hand;

Surely the Second Coming is at hand.

The Second Coming! Hardly are those words out

When a vast image out of Spiritus Mundi

Troubles my sight: somewhere in sands of the desert

A shape with lion body and the head of a man,

A gaze blank and pitiless as the sun,

Is moving its slow thighs, while all about it

Reel shadows of the indignant desert birds.

The darkness drops again; but now I know

That twenty centuries of stony sleep

Were vexed to nightmare by a rocking cradle,

And what rough beast, its hour come round at last,

Slouches towards Bethlehem to be born?